# 安德烈·斯捷潘诺维奇·巴奇赤
安德烈·斯捷潘诺维奇·巴奇赤（俄語：Андрей Степанович Бакич，1878年12月19日—1922年6月17日）俄罗斯帝国陆军军官，中将，生于黑山的塞尔维亚人。曾参与日俄战争和一战，俄国内战后他在杜托夫手下作战，晋升为中将，1920年5月败退至中国新疆，1921年5月，苏俄红军进入新疆，俄國白軍两千余骑突由塔城边卡强行入境，与巴奇赤六千官兵汇合后，大举入侵新疆腹地。阿山与省城恰好电路不通，守将周务学一直未能获悉上述消息。6月13日，巴奇赤武装近万人伐木成舟，强渡额尔齐斯河，兵锋直指阿山道。6月14日晨，攻破城池，周务学舉槍自盡。9月逃往科布多，所部在乌兰固木被歼灭。1922年被蒙古人民党引渡至苏俄，同年5月在新西伯利亚被处决。